# Prawa kobiet
Prawa kobiet – uprawnienia i wolności kobiet oraz dziewcząt w danym społeczeństwie. W niektórych regionach prawa kobiet są zinstytucjonalizowane i wspierane przez prawo, miejscowe zwyczaje i zachowania, podczas gdy w innych są ignorowane i łamane. Prawa kobiet różnią się od ogólnie rozumianej kwestii praw człowieka wskazaniem uwarunkowanego historią i tradycją słabszego egzekwowania praw kobiet i dziewcząt niż praw mężczyzn i chłopców.
Kwestie najczęściej wiązane z prawami kobiet zawierają m.in. prawo do: integralności i autonomii cielesnej, do czynnego i biernego prawa wyborczego, do sprawowania funkcji publicznych, do pracy, do sprawiedliwej i równej z mężczyznami płacy, do edukacji, do służby wojskowej, do zawierania umów, do wolności w dziedzinie rodzinnej, rodzicielskiej i religijnej.

## Najważniejsze dokumenty międzynarodowe odnoszące się bezpośrednio do praw kobiet
- Konwencja w sprawie równego wynagrodzenia (1951)
- Konwencja o prawach politycznych kobiet[3] (1952)
- Konwencja o obywatelstwie kobiet zamężnych (1957)
- Konwencja w sprawie dyskryminacji w zatrudnieniu i wykonywaniu zawodu (1958)
- Konwencja w sprawie zgody na zawarcie małżeństwa, najniższego wieku małżeńskiego i rejestracji małżeństw (1962)
- Konwencja w sprawie likwidacji wszelkich form dyskryminacji kobiet[4] (1979)
- Deklaracja o eliminacji przemocy wobec kobiet (1993)